# Унгени
Унгени (рум. Ungheni) — город в Румынии в составе жудеца Муреш.
Расположен в 10 км к юго-западу от Тыргу-Муреша.

## История
Упоминается в документах ещё в 1264 году под названием Нарадтев (венг. Naradtew).
В 1601 году населённый пункт был сожжён дотла войсками под командованием Джорджо Баста.
Сельская коммуна начала развиваться после того, как в 1969 году на её территории разместился Международный аэропорт Тыргу-Муреш. В 2004 году коммуна Унгени получила статус города.